# Vênus de Monruz

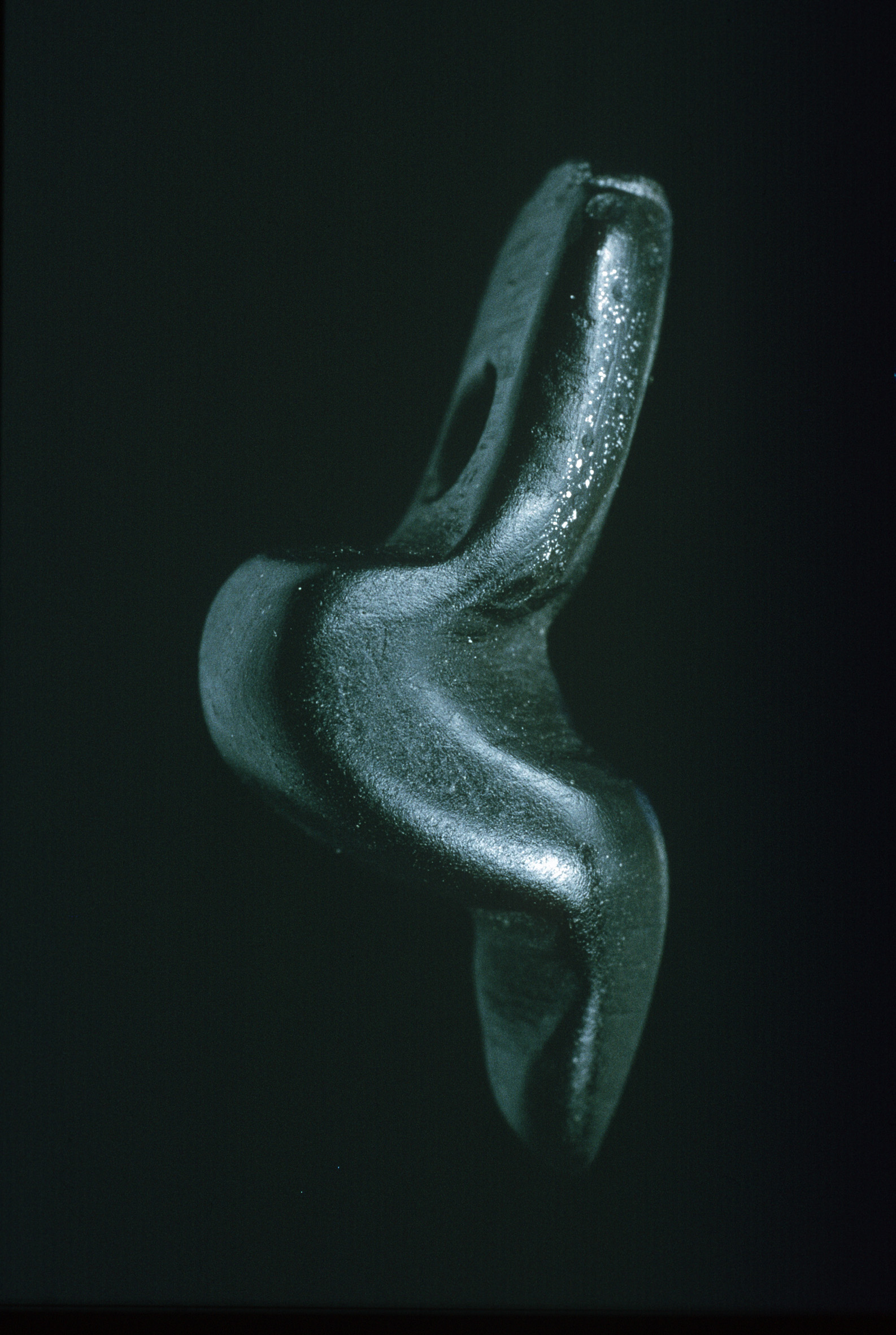
Vênus de Monruz

A Vênus de Monruz (também chamada de Vênus de Neuchâtel, Vênus de Neuchâtel-Monruz) é uma estatueta de Vênus do final do Paleolítico Superior, ou do início do Epipaleolítico, datando do final do Magdaleniano, cerca de 11.000 anos atrás. É um pingente de jato preto em forma de um corpo humano estilizado, medindo 18 mm de altura. Foi descoberto em 1991, na construção da rodovia N5, em Monruz, no município de Neuchâtel, na Suíça.
As estatuetas de Vênus de Petersfels de um local próximo a Engen, Alemanha, apresentam notável semelhança com a Vênus de Monruz. Principalmente o maior deles, chamado Vênus de Engen pode ter sido feito pelo mesmo artista. Também é feito de azeviche e também data do Magdalenian - a c. 15.000 anos atrás. Os locais de descoberta das duas estatuetas estão à cerca de 130 Km de distância.